# Dorenda van Dijken
Dorenda Karin Edith van Dijken (Amsterdam, 19 juli 1958) is een Nederlands gynaecoloog. Ze is getrouwd met Jan Aker, samen hebben ze vier kinderen. 
In 2020 publiceerde ze samen met Janneke Wittekoek Hart & Hormonen.
In 2023 publiceerde ze samen met Janneke Vreugdenhil  Eten als Medicijn, Overgang
In 2025 publiceerde ze samen met Mireille Boerma en Bianca van Moorst Brein, Hormonen en Seks, in alle levensfasen van een vrouw
Van Dijken kreeg haar basisopleiding aan de Eerste Openluchtschool voor het Gezonde Kind (1964-1970) en aan het Montessori Lyceum (1970-1977), beide in Amsterdam-Zuid. Ze studeerde vervolgens aan de faculteit geneeskunde van de Universiteit van Amsterdam en werd assistent gynaecologie en verloskunde (1977-1988). Vanaf 1988 zat ze (deels) weer in de studiebanken voor een opleiding tot gynaecoloog aan het Academisch Medisch Centrum en Medisch Centrum Alkmaar.
Vanaf 1994 is ze werkzaam in het Andreas Ziekenhuis overgaand in het Sint Lucas Andreas Ziekenhuis overgaand in het OLVG West. Ze specialiseerde zich steeds verder in de medische en maatschappelijke problematiek rond de menopauze (overgang) en de invloed van hormonen op diverse, vooral mentale, aandoeningen. Deze problematiek dook steeds vaker op naarmate de levensverwachting en werkzaamheden van vrouwen toenamen, maar de kennis over het onderwerp groeide langere tijd niet navenant mee. In het begin van de 21e eeuw kwam de vrouwengezondheid meer in de belangstelling, zo ook de behandeling van lichamelijke en geestelijke klachten als gevolg van de overgang. In aanvulling op dit specialisme is ze tevens gespecialiseerd in behandelingen van aandoeningen aan de vulva ( gebied vagina en schaamlippen), afwijkende uitstrijkjes en betrokken bij het bestrijden van (de gevolgen van) genitale verminking. 
Per juli 2025 werkt ze in de Jan van Goyenkliniek waar ze haar werk mbt complexe menopauzezorg en vulvaproblematiek zal voortzetten, ook multidisciplinair. Ze blijft verbonden aan OLVG in verband met de diverse onderzoeksprojecten. 
Ze zit in het kernteam, bestuur en Raad van Toezicht van het Menopause Consortium. Samen met Peter Bisschop, internist endocrinoloog, Astrid Bakker, celbiologie, en Annegreet Vlug,  interniat endocrinoloog, heeft ze een NWO subsidie binnengehaald van 9,4 miljoen. In dit Menopause Consortium zitten 12 PhD trajecten. Onderzoek naar slaap en stemming, fysieke aandoeningen als hart- en vaatziekten,  Diabetes, bot etc, maar ook overgang en werk wordt hierin gedaan. Samen met WomenInc maakt ze zich sterk voor mwer impact en implementatie van hormonale zorg in Nederland.  
Van Dijken is van 2015 -2024 voorzitter geweeat van de Dutch Menopause Society en nu bestuurslid. Sinds 2019 voorzitter van de Stuurgroep Women's Health van de Nederlandse Vereniging voor Obstetrie en Gynaecologie (NVOG), en voorzitter van de Multidisciplinaire Overgangsproblematiek Poli van het OLVG (MOPP, door haar zelf opgezet). Per 2023 is zij lid van het Bestuur van de European Menopause and Andropause Society (EMAS). 
Begin 2023 richtte ze samen met Sandra Kooij, hoogleraar psychiatrie, en Janneke Wittekoek, cardioloog, het H3-netwerk op: Hart Hoofd Hormonen. Met behulp van een ZonMW subsidie willen ze meer geïntegreerde zorg op zetten voor zorgprofessionals om zo vrouwen effectiever te kunnen helpen.
Op Wereldmenopauzedag 18 oktober 2023 werd ze benoemd tot Ridder in de Orde van Oranje Nassau voor haar inspanningen voor aandacht en bespreekbaarheid van de menopauze en vrouwengezondheidszorg.
- International Standard Name Identifier: 0000 0004 9250 909X
- Nederlandse Thesaurus van Auteursnamen: 430147694
- Virtual International Authority File: 33161209276939862680
- WorldCat: E39PCjCwbHHpPcpX4QWjdxcrjd